# ギニーピッグ
『ギニーピッグ』は、日本のビデオ作品シリーズ。1985年の第1作『ギニーピッグ 悪魔の実験』以後、オリジナル作品が全7作、総集編が全3作製作されている。

## 概要
製作時点における最先端の特撮技術を用いた、人体切断などの残酷描写を主眼としてスタートしたシリーズである。『ギニーピッグ1』『ギニーピッグ2』ではスナッフフィルムの再現を目指すなど、初期作品には主たるストーリーは存在しなかったが、後期の作品はドラマ仕立てとなっている。現在活躍中の国内外のスプラッター映画監督が何らかの影響を受けた作品である。
もともとギニーピッグとは、日本でモルモット（オランダ語由来）として知られ、実験動物に用いられるテンジクネズミの英名Guinea pigから来ている。
1989年、連続幼女誘拐殺人事件加害者である宮﨑勤の部屋から、『ギニーピッグ4』が押収された。以降、残酷描写のある作品を鑑賞した人間に悪影響を及ぼすという風潮が高まり有害図書指定となった。
また、俳優のチャーリー・シーンが友人から借りた『ギニーピッグ2　血肉の華』をオフの日に観賞したところ、見たこともない凄惨なシーンに思わず驚愕し、これは本物のスナッフフィルムではないかと疑いFBIに通報したというエピソードが存在する。
また、1992年にニューヨークで『ギニーピッグ2』を輸入しようとしていた26歳の英国人青年が税関で逮捕され、有罪になった事件が実際に起きており、海外でも古くから知られた作品である。
国内においてはビデオ作品以外の全シリーズが入手困難だったが、2005年にはアメリカで経緯こそ不明であるもののDVD-BOXとして発売され、後に作品毎の販売も行われる。これにより、シリーズ内においても比較的入手が困難であった1作目、2作目を含めた全作品を鑑賞することが容易になった。また、インターネットの普及に伴って動画サイトなどでの鑑賞も容易となったため、ホラー映画を特集したメディアやアンダークランド誌上でも取り扱うことがほとんど無い現状であるにもかかわらず、有害図書指定を受けた頃に生まれていなかった世代にも知られている。
2006年8月27日、日野日出志による解説を伴っての劇場上映が行われた。
2015年7月5日、フェチフェス06アンダーグラウンドフェチ映像祭にて『ギニーピッグ惨殺スペシャル』が上映された。
2016年2月20日、ニコニコ生放送で配信された『大復活！MAD VIDEO！内臓破壊万歳！緊急対談！三枝進が語る、新生MAD VIDEO!』にて、三枝進が『ギニーピッグ1』の制作に関わっていたことを証言した。
2016年4月23日、ニコニコ生放送で配信された『豪華ドキュメンタリスト師弟トーク！ 愛弟子＝カンパニー松尾が語るMAD VIDEOと師＝三枝進監督』にてカンパニー松尾がいずれかのシリーズの制作に携わっていたことを証言した。
2016年6月3日には、MADビデオ（発売元ブラッドワークス、販売元アースゲート）の復活第1作として2014年にステファン・バイロ監督がアメリカで制作した『AmericanGuineaPig〜BouquetOfGuts＆Gore〜』（アメリカン・ギニーピッグ〜血と臓物の花束〜）が『アメリカンギニーピッグ』としてリリースされた。

## 作品

### ギニーピッグ 悪魔の実験
- 1985年、オレンジビデオハウス
  - 198X年の夏、執行史3人が1人の女性に五感を侵食する苦痛の限界点を求める実験という名の執拗な虐待を続けた。暴行（殴、蹴、抓）、回転椅子を回す（回）、大音量（音）、爪を剥ぐ（剥）、油かけ（焼）、寄生虫（虫）、臓器を撒く（臓）、そしてパッケージにも描かれていた針で眼球を突き刺す（針）シーンと続く。
- 配給：ミッドナイト25
- 監督：小椋悟
- 脚本：日野日出志

### ギニーピッグ2 血肉の華
- 1985年、オレンジビデオハウス
  - 夜間に帰宅する女性を狙って拉致し、実況しながら生きたまま解体していくというスナッフ・フィルム仕立てではあるが、被害者は苦痛を快楽に感じる薬で意識混濁しているという設定で、もがき苦しんだり悲鳴をあげたりすることはなく、横たわったまま淡々と解体され、最後にはバラバラになった死体片がプランターなどにデコレイトされて終わる。
- 配給：ミッドナイト25
- 監督・脚本：日野日出志
- 出演：田村寛、夕顔きらら

### ギニーピッグ3 戦慄! 死なない男
- 1986年、オレンジビデオハウス
- 監督・脚本：久住昌之
- 出演：佐藤正宏、新木啓介、EVE、柴田理恵、渡辺信子、中山宏子、村松利史
- 備考：久住昌之監督オリジナルビデオ作品『女狐怪奇伝説　妖女メロン』の劇中に同作の一部映像が使用されている。

### メーキング・オブ・ギニーピッグ
- 1986年、オレンジビデオハウス

### ギニーピッグ4 ピーターの悪魔の女医さん
- 1986年9月10日公開、オレンジビデオハウス
  - 悪魔の女医さんと呼ばれるライセンスを持たないモグリの外科医が、医学の常識が通用しない様々な奇病の診察記録を紹介する内容。
- スタッフ
  - 監督・脚本：喰始
  - 特撮監督：松山仁
  - 撮影：馬場順一
  - 照明：北沢保夫
  - 編集・録音：岩浪美和
  - 助監督：太田達也、吉田篤郎、平間淳
  - 撮影助手：岩崎定雄
  - 特殊メイキャップ：浦野克人、岡野史、鈴木郎、大塚一幸、渡会治仁、小杉和次、木谷太志郎、吉田大助、桜場信一
  - 音声：国府田直哉、上田進
  - VE：前川達彦（パシフィックビデオ）
  - 制作進行：山田祐貴子
  - スタイリスト：黒川昌、新屋直子
  - ヘアメイク：宇梶勝彦
  - スタイリストアシスタント：山田典子、国定美代子、米川知子
  - 人体アニメ：なんきん
  - 弾着：唐沢裕一（BIG SHOT）
  - スチールカメラ：姉崎正
  - メイキング撮影：林直樹（サウンドエイト）、天野竜哉（サウンドエイト）、大野譲司（サウンドエイト）、村野公一（サウンドエイト）
  - ロードマネージャー：大畑武美
  - 特殊料理：BULL・カミカワ
  - 宣伝撮影：居坂和典
  - 宣伝美術：明日修平
  - 車輛：（有）ランナーズ
  - 音楽（Karte：3）：OTO（じゃがたら）
  - 選曲：川崎恵介
  - 効果：小川勝男
  - 編集：（株）横シネビデオセンター、（株）コスモシステム
  - MA：プロセンスタジオ
  - 原案・プロデューサー：小椋悟
  - 企画・制作：（株）サイ・エンタープライズ、黒田誠吾
- 出演
  - 役名なし（悪魔の女医さん） - ピーター
  - 先天性頭脳爆発症家族 - 竹中直人、渡辺信子、梅垣義明、柴田理恵
  - 先天性心臓破裂症 - 久本雅美
  - 多重人格症・ジキル ＆ ハイド病 - 中村ゆうじ
  - 人面疽・ド根性ガエル病 - OTO（じゃがたら）
  - 人面疽の声 - 古田信幸
  - 人肉料理のレポーター - 景山民夫
  - 進行性ゾンビ病 - 今村ねずみ
  - 進行性ゾンビ病の妻 - EVE
  - 屋台の主人 - 立松和平
  - 捨て内臓に追われる女 - 小川菜摘
  - 血面症 - 林家こぶ平
  - 変態性刺青移転病 - 吹越満
  - 体内腐乱病 - 佐藤正宏
  - 突発性身体身長病 - 村松利史
  - 皮膚腔洩気病 - 鈴政
  - 発作性心臓移動病 - なんきん
  - 原生大便の声 - 伊藤与太郎（メトロファルス）
  - 先天性笑死千万病 - 中山宏子、古田信幸、加藤賢崇

### メーキング・オブ・ピーターの悪魔の女医さん
- 1986年、オレンジビデオハウス

### ザ・ギニーピッグ マンホールの中の人魚
- 1988年、ジャパンホームビデオ
  - 妻に去られた画家が下水道で腹にデキモノが出来て弱った美しい人魚を見つけ、自宅の浴槽に保護する。人魚に望まれて画家は彼女を治療しながら絵を描くことになるが、人魚のデキモノは腹から全身に拡がり、やがて膿み爛れ生きながらに虫が湧き、人魚は浴槽の中でもがき苦しみ弱っていく。画家は人魚から排出された七色の膿を絵の具として絵を描くものの、苦しむ人魚に請われて、悲しみながら彼女を殺し、さらに死体をバラバラに損壊する。すると彼女の無残な亡骸から赤子の死体があらわれて画家は混乱。異変を感じた近隣住民に通報され、なぜか妻殺しとして警察に捕まってしまう。残された浴槽からは一枚の鱗が発見された。
- スタッフ・キャスト：
  - プロデューサー：小椋悟
  - 脚本・監督：日野日出志
  - 撮影：林直樹
  - SFXメイク：古賀信明
  - 美術：福田秋雄
  - 助監督：大野譲二、吉田宏司、石井祥晴、石山武彦
  - 照明：伊藤裕、宮崎洋司
  - ステディーカム撮影：金子雪生
  - 音響：岩浪美和
  - VE：前川達彦
  - 機材：サウンドエイト
  - 挿入画：谷健児
  - 背景美術：友川かずき
  - SFXメイクアシスタント：日ノ澤千春、古賀正一、石塚茂雄
  - 美術アシスタント：小林節子
  - ロケーション・シェフ：平地コージ
  - ヘアーメイクスタイリング：星野樹
  - スチール：姉崎正
  - 宣伝スチール：前田タケシ
  - 宣伝美術：田中登百代
  - 音響効果：小川勝男
  - 音楽：キットカットクラヴ（丸山るみ、吉田宏司、小椋悟）
  - 編集MAスタジオ：コスモスタジオ
  - 脚色・編集：高島健一
  - 原作：「マンホールの中の人魚」（大陸書房 刊）
- 出演：
  - 画家 - 斉木しげる
  - 人魚 - 染井真理
  - 隣人 - 利重剛、久本雅美

### ザ・ギニーピッグ2 ノートルダムのアンドロイド
- 1988年、ジャパンホームビデオ
- 監督：倉本和比人
- 脚本：岩浪美和、睦月三日生、倉本和比人
- 出演：日野利彦、高樹澪、田口トモロヲ、伊織祐未、美鈴

### LSD -ラッキースカイダイアモンド-
- 1990年、ジャパンホームビデオ
  - 本作は、ギニーピッグシリーズの7作目のオリジナル作品として企画制作されたが、発売直前に宮崎事件が発生したため一旦お蔵入りになり、1990年に『ギニーピッグ』の冠を外してようやく発売されたという経緯を持つ。本項では「『ギニーピッグシリーズ』として企画制作され、タイトルの変更のみで内容に改変が行われなかった」ことからシリーズの1作として扱うこととする。
  - 『死霊の罠2/ヒデキ』を手掛けた橋本以蔵が脚本を書き監督を担当。同作主演の佐野史郎が狂気の演技を披露し、カルト的な支持を獲得した。映像倫理指定作品で18歳未満は視聴を禁じられている。審査は日本ビデオ倫理協会である。
  - あらすじ
    - 若き天才医師である恋人の片山が院長を務めるクリニックで、毎日、不気味な悪夢にうなされつづける少女ヨーコは、姉の桜子の看病と片山の治療も空しく症状がいっこうに回復しない。姉の桜子はヨーコの容体に疑問をもち、片山に詰め寄ると、深刻な精神障害を患っており、これを治すには脳を手術するしかない、と言われてしまう。ヨーコは姉や片山の強引な説得に、半信半疑ながらも手術に同意するが、片山と姉は手術によって開頭され晒されたヨーコの脳を弄りながら、性行為に興じるのだった。手術後にもさらに狂気じみた言動でヨーコを圧迫するふたりに恐怖し、逃亡しようとするヨーコに、狂気を露わにした片山と姉が襲いかかる。断片的に思い出される記憶、それはヨーコは歓楽街で拉致され、片山と実は姉ではない女に患者に仕立てられていたのだった。ふたりに逆襲して何とか倒したヨーコだったが、闘いの中で脳はむき出しになっており、手当たり次第にクリニックに残された薬をあおる状態になっていた。その数日後にヨーコは発見、救出された。

  - スタッフ・キャスト
    - 製作・受審・発売：ジャパンホームビデオ
    - 企画：ジャパンホームビデオ、小椋事務所
    - 脚本・監督：橋本以蔵
    - プロデューサー：小椋悟
    - 撮影：藤石修
    - 演出補・編集：岩浪美和
    - 脚本アイデア：なんきん
    - SFXメイク：有吉奈津子
    - 音楽：キットカットクラブ
    - 出演：網浜直子（ヨーコ）、中村れい子（桜子）、佐野史郎（片山院長）

### ギニーピッグ 惨殺スペシャル
- 1991年、MADビデオ（販売元：V&Rプランニング）

### アメリカンギニーピッグ
- 2016年6月3日、MAD VIDEO（発売元：ブラッドワークス、販売元：アースゲート）
- 監督・脚本：ステファン・バイロ
- 撮影：ジェームズ・バンバビー
- スペシャルエフェクト：オデッセイEX
- 制作：アンアースドフィルム

### アメリカンギニーピッグ ブラッドショック!!
- 2017年1月7日、MAD VIDEO（発売元：ブラッドワークス、販売元：アースゲート）
- 監督：マーカス・コッチ
- 脚本：ステファン・バイロ
- 撮影：ステファン・ネイマス
- 音楽：カースティ・ディ